# John Craft
John Craft (John Melvin Craft; * 24. März 1947 in Laurel, Mississippi) ist ein ehemaliger US-amerikanischer Dreispringer.
1971 gewann er bei den Panamerikanischen Spielen in Cali Bronze, 1972 wurde er bei den Olympischen Spielen in München Fünfter, und 1973 siegte er bei den Pacific Conference Games.
Fünfmal wurde er US-Meister (1969, 1971–1974) und zweimal US-Hallenmeister (1972, 1973).

## Persönliche Bestleistungen
- Dreisprung: 16,98 m, 16. Juni 1973, Bakersfield
  - Halle: 16,89 m, 17. März 1972, Richmond